# 0時のつぶやき
0時のつぶやき（れいじのつぶやき）は、愛知県のCBCラジオで2012年4月から2014年3月まで放送されていた深夜番組枠のラジオ番組。

## 概要
アイドルやお笑い芸人、音楽アーティスト、同局所属するアナウンサーが日替わりで登場している。
2010年4月5日スタートしたTBSラジオの報道番組『ニュース探究ラジオ Dig』を同局では3時間フルネットするのに伴い、『ジャスト・リクエスト』以来、長きに渡って続いていた夜および深夜枠での自社制作番組は『ハイパーナイト』で一旦終了だったが、『ニュース探究ラジオ Dig』の放送時間短縮に伴い、自社放送枠が復活。放送枠開始初期は前身番組『サタデーティーンズナイト』枠から移動したラジオ番組が引き続き放送される場合が多い。
放送枠初期の平日2部のパーソナリティは、放送枠開始初期の月曜日第2部担当の堀井庄一が審査員をしたラジオパーソナリティオーディションによって選ばれた。
2012年9月22日、2013年3月23日、2013年9月19日、0時のつぶやき第2部の公開オーディション（0時のつぶやき第2部入れ替え戦）が行われた。
稀に1部の拡大版スペシャルや前述の0時のつぶやき第2部の公開オーディション（0時のつぶやき第2部入れ替え戦）の模様を放送するにあたり、第2部の番組が休止となる場合がある。
2013年4月より、土曜（金曜深夜）のみ30分短縮された。
2014年春改編により、2014年4月1日から『うしみつドキドキ!』（月曜 - 金曜 24:30 - 25:00）にリニューアルされた。

## 放送時間
- 2012年4月3日 - 2013年3月31日

月曜日 - 土曜日 24:00 - 25:00
- 2013年4月3日 - 2014年3月30日

月曜日 - 木曜日・土曜日 24:00 - 25:00（月曜 - 木曜・土曜深夜）
金曜日 24:30 - 25:00

## 番組タイトル一覧
★はサタデーティーンズナイトから枠移動継続
| 放送時間           | 月曜日                                                                         | 火曜日                                       | 水曜日                                          | 木曜日                                                                    | 金曜日                                        | 土曜日            |
| ------------------ | ------------------------------------------------------------------------------ | -------------------------------------------- | ----------------------------------------------- | ------------------------------------------------------------------------- | --------------------------------------------- | ----------------- |
| 第1部24:00 - 24:30 | モーニング娘。道重さゆみの今夜も♥うさちゃんピース（モーニング娘。道重さゆみ）★ | 風男塾の天下腐部（風男塾）★                  | Noaのおだづモッコ!!（Noa）                      | 吉田山田のネガティブ押し出せ!!!!!!（吉田山田）★                           | なし                                          | ナガオカ(永岡歩)★ |
| 第2部24:30 - 25:00 | 酒井直斗のナイスジャーマン!（酒井直斗）                                        | BOYS AND MEN栄第七学園 男組!（BOYS AND MEN） | 古川愛李の水曜はアイリの晩（古川愛李（SKE48）） | ヌーボーロマンの長い歴史と深い谷に流れる川 略して長谷川（ヌーボーロマン） | さがせ!ピーチクパーチク(門出ピーチクパーチク) | ナガオカ(永岡歩)★ |

## 番組変遷
番組タイトルは一部省略。パーソナリティ名が付くものと付かないものは区別していない。
2012年4月
- 第1部
  - ★月曜日：モーニング娘。道重さゆみの今夜も♥うさちゃんピース
  - ★火曜日：風男塾の天下腐部
  - ★水曜日：シクラメンのブラシクラ
  - ★木曜日：吉田山田のネガティブ押し出せ!!!!!!
  - 金曜日：さがせ!ピーチクパーチク(DJ:門出ピーチクパーチク)
- 第2部 
  - 月曜日：holyのミュージック・ガイダンス（DJ:堀井"holy"庄一[1]）
  - 火曜日：BOYS AND MEN栄第七学園 男組!
  - 水曜日：プリマベーラ・Maiのヒット・エンド・ラン
  - 木曜日：アピッツのハッピーアピッツ
  - 金曜日：村瀬みちゃこのみっちゃみちゃにしてやんよ!
  - ★土曜日 0:00 - 1:00：ナガオカ(DJ:永岡歩)

2012年秋改編
- 水曜日第1部:「シクラメンのブラシクラ」が終了し、Noaの「Noaのおだづモッコ!!」が開始。
- 水曜日第2部:「プリマベーラ・Maiのヒット・エンド・ラン」が終了し、名古屋おもてなし武将隊(2代目)の「名古屋おもてなし武将隊の故に、我らの話を聞け!」が開始。
- 木曜日第2部:「アピッツ[6]のハッピーアピッツ」が終了し、「メロあるのあ@メロンソーダがあるからいいや。（メロある[6]）」が開始。

2013年春改編
- 月曜日第2部:「holyのミュージック・ガイダンス」が終了し、「酒井直斗のナイスジャーマン!」が開始。
- 木曜日第2部:「メロあるのあ@メロンソーダがあるからいいや。」が終了し、ヌーボーロマンの「長い歴史と深い谷に流れる川」が開始。
- 金曜日第1部が廃止[4]:「村瀬みちゃこのみっちゃみちゃにしてやんよ!」が終了し、「さがせ!ピーチクパーチク」が2部に移動して、2部のみの放送になった。

2013年秋改編
- 水曜日第2部:「名古屋おもてなし武将隊の故に、我らの話を聞け!」が終了し、「古川愛李の水曜はアイリの晩」が開始。